# Ode to J. Smith
《Ode to J. Smith》는 스코틀랜드의 록 밴드 트래비스의 여섯 번째 스튜디오 음반으로, 2008년 9월 29일 영국에서 발매되어 전반적으로 호평을 받았다. 이 음반은 2008년 11월 4일 미국에서 발매되었다. 음반의 첫 번째 싱글인 〈Something Anything〉은 9월 15일에 발매되었고, 일반적으로 트래비스 팬들로부터 좋은 반응을 받았음에도 불구하고 거의 방송 활동을 하지 않았다.
《Ode to J. Smith》는 20위에 영국 음반 차트에 진입하여 3주 동안 차트에 올랐다. 음반은 빌보드 200에서 122위로 정점을 찍었다.

## 배경
이 밴드는 2007년 12월에 영국 전역의 서로 다른 작은 클럽 장소에서 단 5번의 데이트를 가진 단기간 투어가 2008년 2월로 계획되었다고 발표했다. 얼마 지나지 않아, 그들은 여섯 번째 스튜디오 음반을 녹음하기 시작했다. 싱어송라이터인 프랜시스 힐리는 《Sgt. Pepper's Lonely Hearts Club Band》 음반의 40주년 기념 BBC 프로그램에 참여하면서 비틀즈의 엔지니어 제프 에머릭과 최근 녹음한 시간의 속도와 단순함에 영감을 받아 2주 안에 음반 전체를 녹음하고 싶다고 말했다. 그 밴드는 2008년 2월, 클럽 쇼에서 새로운 자료를 테스트했다. 힐리에 따르면, 2008년 2월, 트래비스가 인데펜디엔테를 떠났다고 발표되었는데, 그들은 "우리가 거래를 끝마쳤으며, 다시 시작할 때인 만큼 가기로 결정했다"고 한다. 이 밴드는 2월과 3월 사이에 2주 동안 런던에 있는 RAK 스튜디오에서 이 음반을 녹음했다. 그 후 힐리는 3월과 4월 사이에 뉴욕에서의 녹음을 섞으러 갔다. 눈의 커버는 1980년대 초 로알드 달의 단편집 《썸온 라이크 유》의 펭귄 북스 판을 위해 만든 옴니픽의 디자인을 그대로 베낀 것이다. 프랜시스 힐리는 밴드의 공식 웹사이트를 통해 〈J. Smith〉라는 곡의 1000장이 눌려 2008년 6월 30일부터 두 곡의 신곡과 함께 《J. Smith EP》라는 EP로 구매될 것이라고 발표했다. 하지만 힐리는 EP가 〈Something Anything〉이라는 음반의 첫 번째 싱글이 아닐 것이라고 확인했다. EP는 트래비스가 12년 전 첫 번째 EP 〈All I Want Do Is Rock〉을 발매하기 위해 설치한 레이블인 레드 텔레폰 박스 레코드에서 발매되었다.

## 발매 및 평가
| 전문가 평가           | 전문가 평가       |
| 총 점수               | 총 점수           |
| 출처                  | 점수              |
| --------------------- | ----------------- |
| 메타크리틱            | 66/100            |
| 평가 점수             |                   |
| 출처                  | 점수              |
| Allmusic              | link              |
| BBC                   | (Favourable) link |
| Daily Record          | link              |
| Evening Standard      | link              |
| Evening Telegraph     | (8/10) link       |
| God Is in the TV Zine | link              |
| Metro                 | link              |
| MusicOMH              | link              |
| News Of The World     | link              |
| Pitchfork             | (5.0/10) link     |
| Planet Sound          | (8/10) link       |

이 밴드가 새로운 자료를 테스트한 짧은 영국 투어 이후, 트래비스는 2008년 2월과 3월에 비틀즈의 엔지니어 제프 에머릭과 함께 《Sgt. Pepper's Lonely Hearts Club Band》 음반의 40주년을 기념하는 BBC 프로그램에 참여하면서 최근 녹음 세션의 속도와 단순함에 영감을 받아 그들의 여섯 번째 음반을 녹음했다.
2008년 6월 초, 〈J. Smith〉의 바이닐 EP가 6월 30일 《Ode to J. Smith》의 첫 번째 음반으로 온라인에 발표되었다. 그것은 팬들을 위한 음반의 맛보다는 "공식" 싱글이 아닌 1000장으로 제한된 EP였다.

## 곡 목록
모든 곡들은 특별한 언급이 없는 한 프랜시스 힐리에 의해 작사/작곡하였다.
| #   | 제목                      | 작사·작곡             | 재생 시간 |
| --- | ------------------------- | --------------------- | --------- |
| 1.  | 〈Chinese Blues〉         |                       | 3:46      |
| 2.  | 〈J. Smith〉              |                       | 3:04      |
| 3.  | 〈Something Anything〉    | 힐리, 더기 페인       | 2:22      |
| 4.  | 〈Long Way Down〉         | 힐리, 페인            | 2:39      |
| 5.  | 〈Broken Mirror〉         |                       | 3:12      |
| 6.  | 〈Last Words〉            | 힐리, 페인            | 4:11      |
| 7.  | 〈Quite Free〉            | 힐리, 페인, 앤디 던롭 | 4:00      |
| 8.  | 〈Get Up〉                | 힐리, 페인            | 3:13      |
| 9.  | 〈Friends〉               |                       | 3:24      |
| 10. | 〈Song to Self〉          |                       | 3:46      |
| 11. | 〈Before You Were Young〉 |                       | 3:19      |